# Hoffa (film)
Hoffa – amerykańsko-francuski film kryminalny z 1992 roku.

## Główne role
- Jack Nicholson – James R. Hoffa
- Danny DeVito – Bobby Ciaro
- Armand Assante – Carol D'Allesandro
- J.T. Walsh – Frank Fitzsimmons
- John C. Reilly – Pete Connelly
- Kevin Anderson – Robert Kennedy

i inni

## Fabuła
James R. Hoffa był przywódcą związkowym i szefem związków zawodowych kierowców ciężarówek. Karierę zaczął już w latach 30. W połowie lat 50. Hoffa został oskarżony o powiązania z mafią i sprzeniewierzenie pieniędzy związkowych. W 1975 roku Hoffa znika w niewyjaśnionych okolicznościach. Film opowiada o Hoffie z perspektywy przyjaciela Bobby’ego Ciaro.